# У профіль і анфас (фільм, 1977)
«У профіль і анфас» (рос. «В профиль и анфас») — радянський художній фільм-кіноальманах 1977 року студії «Білорусьфільм» від режисерів Олександра Єфремова, Миколи Лук'янова і Сергія Сичова.

## Сюжет
За мотивами оповідань Василя Шукшина «Вовки», «Велике кохання Чередніченко Н. П.» та «Береги».

## У ролях
- Володимир Гостюхін
- Павло Кормунін
- Олександр Калягін
- Афанасій Кочетков
- Віктор Гоголєв
- Галина Мікеладзе
- Олег Корчик
- Євгенія Глушенко
- Валентин Пєчніков
- Володимир Новіков
- Ольга Лисенко
- Любов Румянцева

## Творча група
- Сценарій: Євген Григор'єв
- Режисер: Олександр Єфремов, Микола Лук'янов, Сергій Сичов
- Оператор: Анастасія Суханова, Юрій Марухін, Тетяна Логінова
- Композитор: Петро Альхімович, Андрій Шпенов